# 岩石钻磨工具

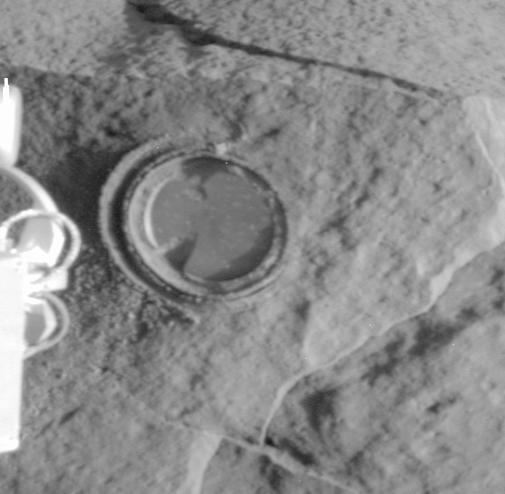
岩石钻磨机在阿迪朗达克岩石上钻出的一个孔，该孔大约有2.65毫米深。

岩石钻磨机（Rock Abrasion Tool），英文缩写简称“耗子”（RAT），是美国宇航局“勇气号”（MER-A）和“机遇号”（MER-B）火星探测车上安装的研磨和刷洗装置，于2004年1月登陆到火星。该工具由蜜蜂机器人有限公司（Honeybee Robotics LTD）设计、开发并继续由其操作。
耗子是第一台钻探另一颗星球岩石内部的机器，它的平均功耗为30瓦，重约0.685公斤（1.51磅），直径7厘米（3英寸），长10厘米（3.9英寸），大小约相當於一只汽水罐。它使用一只转速3000转/分的金刚砂树脂磨轮，在火星岩石上钻出一个直径45毫米、深5毫米的钻孔，而后再用两只刷子从钻孔中扫出灰尘，以便于更仔细的科学检查。
这两辆探测车上設有另外五台仪器，它们分別是全景照相机（Pancam）、微型红外光谱仪（Mini-TES）—用于远距离探测目标的显微成像仪、穆斯堡尔光谱仪和阿尔法粒子X射线光谱仪。耗子为这些仪器提供了一个光滑、干净的表面，使得它们能够进行更精确的观测。
勇气号探测车在火星第34个太阳日（2004年2月6日）中首次使用了这台设备，它被伸到阿迪朗达克岩石上，在長達三个小时的过程中，它磨入了2.85毫米（0.112英寸）的深度。自此以後，它便被两辆火星漫游车在许多火星岩石上採用。
每台岩石钻磨工具的屏蔽电缆都是从911袭击后的世贸中心遗址中回收的铝制成的。